# Криза урбанізму. Чому міста роблять нас нещасними (книга)
Криза урбанізму. Чому міста роблять нас нещасними (англ. The New Urban Crisis: How Our Cities Are Increasing Inequality, Deepening Segregation, and Failing the Middle Class) — книга відомого американського економіста, соціолога, автора теорії креативного класу та професора Торонтського університету Річарда Флориди. Вперше опублікована 11 квітня 2017 року видавництвом «Basic Books» (США). Українською мовою перекладена та опублікована у 2019 році видавництвом «Наш Формат» (перекладач — Ірина Бондаренко).

## Огляд книги
В останні роки, освічена та заможна молодь повернулася у міста, тим самим поборовши десятиліття занепаду великих мегаполісів. Проте, як стверджує Річард Флорида, не все так добре. У своїй революційній книзі він один із перших дослідив рух «назад до міста». Автор демонструє, яким чином ті самі сили, які ведуть до процвітання великих міст-мільйонників, одночасно спричиняють великі проблеми (нерівність, недоступність, джентрифікацію, сегрегацію та ін.). Зокрема, процеси застою більшості міст, зникнення районів, де проживає середній клас."
Як зазначає Річард Флорида, наші міста-переможці — це всього лише один із виявів глибокої кризи в сучасній урбанізованій економіці знань.
«Криза урбанізму» — оригінальна праця в галузі досліджень та аналізу, яка пропонує переконливий діагноз наших економічних проблем. Водночас висуває сміливий «рецепт» для створення більш інклюзивних міст, що процвітають та постійно прогресують.

## Відгуки
«Річард Флорида дав блискучу оцінку різноманітним та мінливим завданням, що сьогодні стоять перед нашими містами. Це надзвичайно актуально для нашого економічного й політичного майбутнього. В час, коли мегаполіси стали важливішими, ніж будь-коли, «Криза урбанізму» є обов’язковою книгою для міських лідерів та всіх городян», - Річард М. Дейлі, колишній мер Чикаго
«Криза урбанізму рішуче протистоїть напруженості між елітою великого міста і міським нижчим класом», — «Wall Street Journal».
«Річард Флорида наочно демонструє, як джентрифікації, супроводжувані зростанням вартості житла, концентрованим достатком та кричущою нерівністю, підштовхнули до переміщення осіб в передмістя — подалі від громадського транспорту, зайнятості, послуг та гідних шкіл… Відповідно, пропонує шляхи виходу із ситуації, що склалась…», — «Washington Post».
«Міста — це двигуни прогресу й процвітання, але важливо, щоб їх переваги поширювалися всюди. Флорида пропонує багатообіцяючі ідеї для будівництва більш сильних міст, які забезпечать більше можливостей для всіх», — мер Майкл Блумберг, Нью-Йорк.

## Переклад українською
- Річард Флорида Криза урбанізму. Чому міста роблять нас нещасними / пер. з англ. Ірина Бондаренко. — Київ: Наш формат, 2019.